# Let's get loud (canción de Suntribe)
«Let's get loud» (en español: Hagamos ruido) fue una canción que representó a Estonia en el Festival de la Canción de Eurovisión 2005.
La canción fue interpretada por el grupo femenino Suntribe en la posición 12. En la puesta en escena, las cinco intérpretes estaban ante una mesa con un CD cada una. La canción solo recibió 32 votos y la posición número 20, con lo que no clasificó para la final del festival.